# Marcello Pisas
Marcello Pisas (Nederlandse Antillen, 4 september 1977) is een Nederlands-Antilliaans voetballer.
Pisas speelde vanaf 2003 bij CS Deportivo Barber en vanaf 1996 in het nationaal elftal van de Nederlandse Antillen.
Pisas is ook opgeroepen voor de kwalificatiewedstrijd tegen Guatemala.